# José Sanfilippo
Pour les articles homonymes, voir Sanfilippo.
José Francisco Sanfilippo, né le 4 mai, 1935 à Buenos Aires, est un footballeur argentin.
Il remporte trois fois le Championnat d'Argentine (en étant quatre fois meilleur buteur) avec le club de San Lorenzo. Il est finaliste de la Copa Libertadores en 1963 avec Boca Juniors, au cours de laquelle il marque trois buts face au Santos FC.
Avec l'équipe d'Argentine, il compte 29 sélections et 21 buts entre 1957 et 1962.

## Clubs
| Période   | Club                |
| --------- | ------------------- |
| 1953-1962 | San Lorenzo         |
| 1963      | Boca Juniors        |
| 1964-1965 | Nacional Montevideo |
| 1966-1967 | Banfield            |
| 1968      | Bangu               |
| 1968-1971 | EC Bahia            |
| 1972      | San Lorenzo         |

## Palmarès
| Année | Club        | Titre                                   |
| ----- | ----------- | --------------------------------------- |
| 1959  | San Lorenzo | Championnat d'Argentine                 |
| 1972  | San Lorenzo | Championnat d'Argentine (Metropolitain) |
| 1972  | San Lorenzo | Championnat d'Argentine (Nacional)      |